# Salamanmloyo
Salamanmloyo is een bestuurslaag in het regentschap Semarang van de provincie Midden-Java, Indonesië. Salamanmloyo telt 3936 inwoners (volkstelling 2010).